# Kristian Kinský
Kristian Kinský (celým jménem Maria Kristian Josef Alan Cyril Metoděj František Kinský; * 5. července 1976 Praha) je příslušník rodu Kinských a syn majitele zámku Kostelec nad Orlicí Františka Kinského, s nímž o zámek pečuje.

## Život
Narodil se do rodiny Františka Kinského (* 27. prosince 1947 Hradec Králové) a jeho chotě Martiny roz. Forejtové (* 30. července 1947 Tábor) jako druhé dítě. Má sestru Barboru provdanou Jarošovou, jež pracuje jako překladatelka a tlumočnice. Pochází z kostelecké větve Kinských.
Roku 1991 byl rodině navrácen jejich zámek v Kostelci nad Orlicí a jeho děd Josef Kinský jej společně s Kristianovým otcem opravovali. Josef Kinský roku 2011 zemřel ve věku nedožitých 98 let a majetek přešel na syna Františka. Kinští zde na zámku udělali výrazné přestavby a zámek vede Kristian dodnes s otcem.
Na zámku provozuje Kristian i kavárnu, která se jmenuje po jeho strýci Antonínu Toniova zámecká kavárna.
Roku 2017 se objevil v osmém díle šlechtického dokumentu Modrá krev.

## Rodina
Dne 2. srpna 2016 se v Homoli oženil Hanou Batulkovou (* 8. dubna 1979 Praha), s níž má dvě dcery:
- 1. Sofie (Maria Sofie Barbora Františka Bernadeta Kinská, * 22. února 2015 Hradec Králové)
- 2. Antonie (Maria Antonie Františka Valerie od Andělů strážných Kinská, * 12. června 2016 Hradec Králové)